# Saint-Nicolas-d’Attez
Saint-Nicolas-d’Attez település Franciaországban, Eure megyében. Lakosainak száma 155 fő (2018. január 1.).

## Népesség
A település népessége az elmúlt években az alábbi módon változott:
| Lakosok száma | 160  | 154  | 130  | 119  | 124  | 142  | 156  | 167  | 157  | 155  |
|               | 1962 | 1968 | 1982 | 1990 | 1999 | 2008 | 2011 | 2013 | 2017 | 2018 |